# Mahmúd Haszan
Mahmúd Ahmad Ibráhím Haszan (محمود أحمد إبراهيم حسن, a nemzetközi sajtóban Trézéguet) (Kafr es-Sajh, 1994. október 1. –) egyiptomi válogatott labdarúgó, a Trabzonspor játékosa..

## Pályafutása

### Klubcsapatokban
2002-től tíz éven keresztül nevelkedett az al-Ahli korosztályos csapataiban. 2012-ben a CAF-bajnokok ligájában mutatkozott be az Ez-Zamálek elleni mérkőzésen a felnőttek között. 2015 augusztusában kölcsönbe került a belga Anderlecht csapatához. 2015. december 27-én mutatkozott be a Westerlo ellen a 82. percben Dodi Lukebakio cseréjeként. A szezon végén végleg megvásárolták, de kevés játéklehetőséget kapott.
A 2016–2017-es szezont kölcsönben a Mouscron csapatánál töltötte. A következő szezonban a Kasımpaşa csapatánál volt kölcsönben, de a török klub érvényesítették a szezon során a megvásárlási opciójukat. 2019. július 24-én az angol Aston Villa bejelentette, hogy szerződtette Trezeguet-t. 2022. február 8-án kölcsönbe került a szezon végéig a török İstanbul Başakşehir csapatához.
2022. július 4-én a Trabzonspor csapatához igazolt.

### A válogatottban
Tagja volt a 2013-as U20-as Afrika-kupán aranyérmet szerző válogatottnak. A Törökországban megrendezett 2013-as U20-as labdarúgó-világbajnokságon az angol U20-as labdarúgó-válogatott elleni csoportmérkőzésen szerezte meg első gólját a tornán. 2014. augusztus 30-án mutatkozott be a felnőtt válogatottban Kenya ellen. 2015. március 26-án megszerezte harmadik válogatott mérkőzésén az első gólját az Egyenlítői-Guinea elleni találkozón. Tagja volt az ezüstérmes keretnek a 2017-es afrikai nemzetek kupáján. A 2018-as labdarúgó-világbajnokságon mind a három csoportmérkőzésen pályára lépett. A 2019-es afrikai nemzetek kupáján az első mérkőzésen győztes gólt szerzett Zimbabwe válogatottja ellen. A 2021-es afrikai nemzetek kupáján ezüstérmes lett a válogatottal.

## Sikerei, díjai

### Klub
- al-Ahli
  - Egyiptomi Premier League: 2013–14[29]
  - CAF-bajnokok ligája: 2012, 2013[2]
  - CAF-szuperkupa: 2013, 2014[29]

### Válogatott
- Egyiptom U20
  - U20-as Afrikai nemzetek kupája: 2013[30][31]